# Шималахово
Шимала́хово (рос. Шималахово, чув. Шăмалăх) — присілок у складі Козловського району Чувашії, Росія. Входить до складу Андрієво-Базарського сільського поселення.
Населення — 6 осіб (2010; 13 у 2002).
Національний склад:
- чуваші — 100 %